# Хижий ліс
Хижий ліс (англ. Never Let Go) — американський психологічний трилер режисера Александра Ажа за сценарієм Кевіна Кофліна та Райана Грассбі з Геллі Беррі у головній ролі.

## Сюжет
Матір та двоє її малолітніх синів живуть разом у хижі посеред густого лісу. Дітей звуть Нолан та Семюель. Також у них є собака на призвісько Кода. Матір невпинно повторює дітям, що лише їх будинок може захистити від зла, яке причаїлося поруч. Тому відходити від дому можна тільки обв'язавшись мотузкою, яка прикріплена до фундаменту житла. Саме так жінка та її діти роблять, коли вирушають на пошуки їжі. При цьому мати застерігає Нолана та Семюеля, щоб ті в жодному разі не відпускали мотузку, якою б не була причина. Однак чергові пошуки їжі закінчуються тим, що Семюель скочується з пагорба, втрачаючи свою мотузку. Для порятунку брата Нолан відв'язується сам та йде йому на поміч. В цей час їх мати, почувши спеціальний сигнал, поспішає до своїх дітей. В останню мить їй вдається підхопити обох та обв'язати всіх рятівною мотузкою, оскільки злий дух виявляється поруч. Цього разу він з'являється у подобі бабусі Нолана та Семюеля. Проте його бачить лише їх мати. Як сама вона пояснює дітям, що зло це робить навмисне, щоб ті почали сумніватися в її словах. В якійсь мірі так і відбувається, бо Нолан починає розпитувати брата, чи відчув він щось дивне, коли відпустив мотузку.
Вечором того ж дня мати хлопців знову бачить злого духа. Тепер він приходить в подобі її чоловіка та намагається вмовити жінку добровільно віддати йому синів. Зло залякує матір дітей тим, що скоро їх запаси їжі закінчаться і вони просто помруть з голоду. Доволі скоро сім'я дійсно починає голодувати, а Нолан все менше вірить розмовам про зло та прагне переконати брата, що мати їх обманює…

## Критика
На сайті Rotten Tomatoes фільм має рейтинг 58 %, заснований на 89 відгуках, із середньою оцінкою 6.2/10. На сайті IMDb має оцінку 5.6/10.

## У ролях
- Геллі Беррі
- Персі Даггс — Нолан
- Ентоні Б. Дженкінс — Семюель[4]
- Крістін Парк
- Стефані Лавін
- Метт Андерсон
- Міла Морган